# Pfahlbausiedlung Immensee

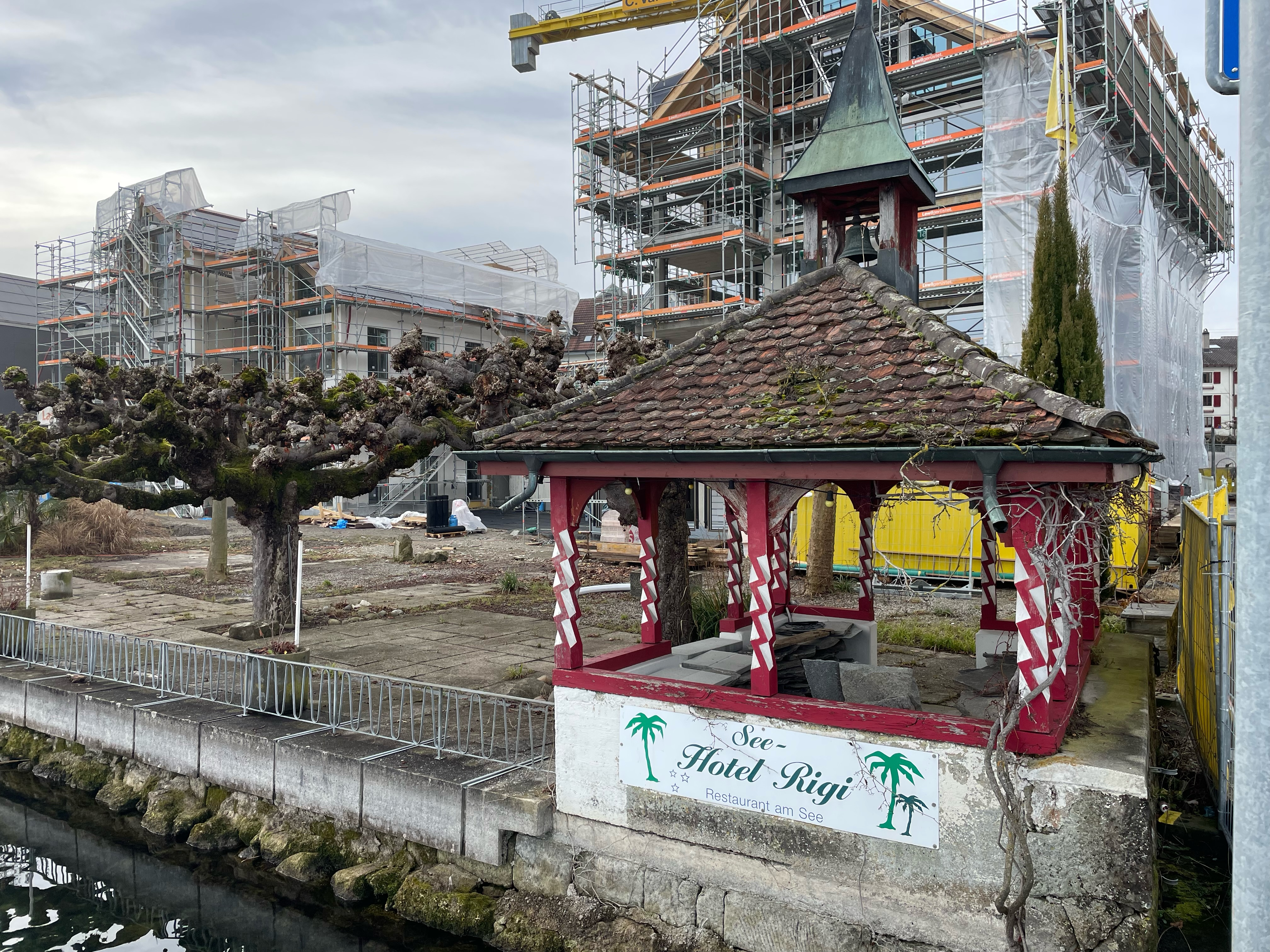
An der Stelle der neolithischen Siedlung hinter dem Pavillon entstehen Eigentumswohnungen

Die Pfahlbausiedlung Immensee ist ein  prähistorischer Siedlungsplatz im Dorf Immensee am Westufer des Zugersees auf dem Gebiet der Gemeinde Küssnacht im Kanton Schwyz in der Schweiz. Es handelt sich um die erste bekannte neolithische Pfahlbausiedlung im inneren Kantonsteil. Sie ist rund 5000 Jahre alt.

## Entdeckung

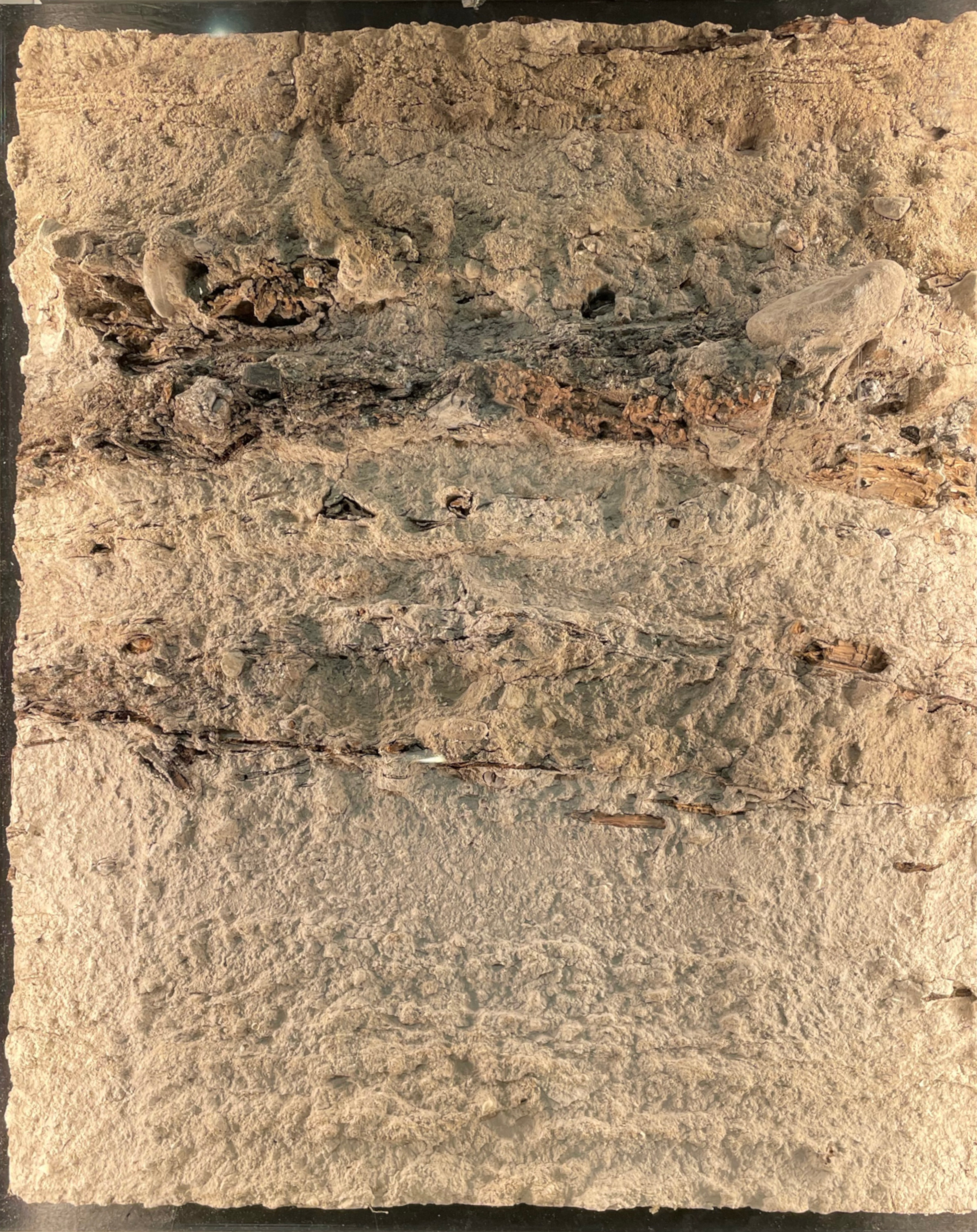
Bodenprofil: Die dunkleren Schichten datieren aus dem Zeitraum zwischen 3400 und 2800 vor Chr., die hellen sind Seekreide

Am 21. August 2020 kamen bei einer Baustelle an der Stelle des ehemaligen Hotels «Rigi Royal» am Dorfplatz Reste einer neolithischen Siedlung zum Vorschein. Die folgenden Rettungsgrabungen dauerten vom 14. September bis zum 18. Dezember 2020.

## Lage der Fundstelle
Der Fundort liegt bei der Schiffsanlegestelle neben einem kleinen Bachlauf. Der heutige Verlauf des Ufers entspricht jedoch nicht dem vorgeschichtlichen; in den letzten rund 400 Jahren wurde der Zugersee um etwa 2,5 Meter abgesenkt. Das Ufer lag also früher etwas weiter landeinwärts, die Siedlung lag demzufolge in der Uferzone.

## Funde
Im Untergrund wurden vier stark mit organischem Material durchsetzte Kulturschichten festgestellt, die teilweise durch Seekreide voneinander getrennt waren. Meist bilden sie eine dünne Schicht aus Resten von Blättern, Zweigen, Holzspänen, Holzkohle, Knochen oder Bucheckern. Lehmreste könnten von nicht mehr verwendeten und entsorgten Herdplatten stammen. Die Pfähle waren junge Stämme von Erlen, Weiden, Pappeln und Eschen.
Die dendrochronologischen Untersuchungen von Resten aus Eichenholz weisen auf eine jüngste Besiedlungszeit um 2730 v. Chr. hin. Da mindestens fünf Besiedlungsphasen festgestellt wurden, lassen sich die Standorte der einzelnen Gebäude nicht mehr feststellen. Die Keramikscherben aus den ersten drei Kulturschichten stammen aus der mittleren und späten Horgener Kultur, also etwa aus der Zeit von 3150 und 2900 v. Chr. Nach der Aufgabe der letzten Siedlung aus jener Zeit dauerte es rund 200 Jahre, bis der Platz erneut besiedelt wurde. Dies belegen Funde von Schnurkeramik aus der vierten Kulturschicht, die sich in Form und Verzierungen deutlich von der Horgener Kultur unterscheidet. Diese Zeitstellung stimmt mit der dendrochronologischen Untersuchung überein. Die ersten drei Siedlungsphasen zeichnen sich durch intensive Bearbeitung von Steinen aus. Bearbeitet wurde viel dunkelgrüner Serpentinit aus der Gegend von Andermatt.

## Bedeutung
Ob Immensee dauerhaft bewohnt war und ob Landwirtschaft betrieben wurde oder ob der Platz nur saisonal bewohnt wurde, bleibt noch zu klären. Eine genaue Untersuchung von Pflanzenresten, Tierknochen und Pollen könnte darüber Aufschluss geben. Da Immensee schon damals an der Route von Zürich nach Luzern und in die Innerschweiz lag, könnte die Siedlung ein Umschlagplatz von Rohmaterial, Halbfabrikaten und Fertigprodukten von Beilen aus Serpentinit im mitteleuropäischen Warenaustausch gewesen sein.
Das Bundesbriefmuseum in Schwyz zeigte bis zum 27. Februar 2022 eine Wanderausstellung über die Ausgrabung.

## Situation heute
Die Fundstelle ist heute (Februar 2022) eine Baustelle. Es entsteht die «Seeresidenz Rigi Royal» mit Eigentumswohnungen und einem Restaurant.